# Ratold d'Italie
Ratold d'Italie ou Ratold de Carinthie est un carolingien, fils bâtard d'Arnulf de Carinthie, empereur d'Occident de 896 à 899, qui fut intronisé par son père comme vice-roi d'Italie.

## Biographie
Il était le plus jeune des enfants illégitimes d'Arnulf de Carinthie et d'une de ses concubines. On ne connaît pas exactement l'identité de sa mère : peut-être était-elle la même que celle de Sventibald, mais par ailleurs elle aurait pu être une Lombarde, ce qui expliquerait l'éducation de Ratold dans un milieu italien, voire slave si on se fonde sur le nom attribué à l'enfant et à son frère putatif. Arnulf reconnut ses fils Sventibald et Ratold comme ses successeurs.
Après qu'Arnulf a été couronné roi d'Italie à Pavie en 896, il laissa Ratold comme vice-roi nominal à Milan, traversa les Alpes et passa en Allemagne. Immédiatement ensuite, Lambert II de Spolète, un concurrent d'Arnulf pour la couronne d'Italie, prit le contrôle du pays et força Ratold à s'enfuir.